# 延平地區

竹山鎮圖，區域為延平地區

延平地區位於竹山鎮內，是竹山鎮與鹿谷鄉來往的要道，地處竹山市區與社寮地區間。

## 區域
本區是竹山鎮內：延平里、延和里、延山里、延正里、延祥里五里的合稱，又稱為「延平五里」，即傳統地域的江西林、埔心子、笋子林。

## 簡介
本區名稱由來是因為「沙東宮」為本區共同信仰中心，沙東宮主祀延平郡王，故本區稱為「延平」。關於本區的開發歷史大約在漢人開墾竹山市區後，轉往集集、鹿谷地區開墾，本區是為竹山往北的第一區。東埔蚋地區地處往大坪頂（鹿谷）的關口，故早期是本區人口集中、形成市街的庄。